# Округ Праг-исток
Округ Праг-исток (чеш. Okres Praha-východ) је округ у Средњочешком крају, у Чешкој Републици. Административно средиште округа је главни град Праг.

## Становништво
Према подацима о броју становника из 2012. године округ је имао 151.451 становника.